# 王保健
王保健（?—?），江蘇省松江府南匯縣人，清朝政治人物、同進士出身。
光緒三年（1877年），参加丁丑科殿試，登進士三甲第177名。同年五月，授內閣中書。